# Pomorowo
Pomorowo (deutsch Pomehren) ist ein Dorf in der polnischen Woiwodschaft Ermland-Masuren. Es gehört zur Landgemeinde Lidzbark Warmiński (Heilsberg) im Powiat Lidzbarski (Kreis Heilsberg).

## Geographische Lage
Pomorowo liegt im nördlichen Westen der Woiwodschaft Ermland-Masuren, acht Kilometer südwestlich der Kreisstadt Lidzbark Warmiński (Heilsberg).

## Geschichte
Bei Pomehren handelte es sich um ein weit gestreutes Dorf. Im Jahre 1874 wurde die Landgemeinde Pomehren in den Amtsbezirk Reichenberg (polnisch Kraszewo) eingegliedert. Dieser gehörte zum ostpreußischen Kreis Heilsberg im Regierungsbezirk Königsberg.
Im Jahre 1910 waren in Pomehren 96 Einwohner gemeldet. Ihre Zahl stieg bis 1933 auf 156 und belief sich 1939 auf 134.
Als das gesamte südliche Ostpreußen 1945 in Kriegsfolge an Polen abgetreten wurde, erhielt Pomehren die polnische Namensform „Pomorowo“. Das Dorf ist heute eine Ortschaft im Verbund der Gmina Lidzbark Warmiński (Landgemeinde Heilsbeerg) im Powiat Lidzbarski (Kreis Heilsberg), von 1975 bis 1998 der Woiwodschaft Olsztyn, seither der Woiwodschaft Ermland-Masuren zugehörig. Im Jahre 2021 zählte Pomorowo 82 Einwohner.

## Religion
Pomorowo gehört heute wie Pomehren bis 1945 zur römisch-katholischen Kirche in Kraszewo (Reichenberg) im jetzigen Erzbistum Ermland.
Pomehren war außerdem bis 1945 in die evangelische Kirche Heilsberg in der Kirchenprovinz Ostpreußen der Kirche der Altpreußischen Union eingepfarrt. Heute ist Pomorowo der Diözese Masuren der Evangelisch-Augsburgischen Kirche in Polen zugeordnet.

## Verkehr
Pomorowo liegt westlich der polnischen Landesstraße 51 (hier im Abschnitt der einstigen deutschen Reichsstraße 134) und ist von Miłogórze (Liewenberg) aus über eine Stichstraße zu erreichen. 
Eine Bahnanbindung besteht nicht.